# Abd-al-Màlik ibn Marwan
Abd-al-Màlik ibn Marwan —àrab: عبد الملك بن مروان, ʿAbd al-Malik ibn Marwān— (646/647-705) fou el cinquè califa omeia marwànida. Era fill de Marwan ibn al-Hàkam i d'Àïxa bint Uthman ibn Affan.

## Revolta d'Abd-Al·lah ibn az-Zubayr
Amb 16 anys va prendre el comandament de les tropes de Medina contra els romans d'Orient. Va romandre a Medina fins a la revolta contra Yazid I. Els omeies foren expulsats pels rebels i va fugir amb el seu pare, però de camí va trobar l'exèrcit de Múslim ibn Uqba i van tornar; els medinesos revoltats foren derrotats en la batalla d'al-Harra el 27 d'agost del 683 i Medina fou saquejada. Les forces lleials a Yazid, sota comandament del general Husein ben Mumeir van marxar llavors contra la Meca i la van assetjar el 25 de setembre però al cap de poc va morir Yazid; el general Husein ben Mumeir es va pronunciar a favor del rebel Abd-Al·lah ibn az-Zubayr, i el seu exemple fou seguit a Hidjaz, l'Iraq, Asir, Iemen, Egipte, Transjordània i gran part de Síria; a Damasc fou proclamat califa Muàwiya II, fill de Yazid, que era menor d'edat, sota la regència del general Ubayd-Al·lah ibn Ziyad, però el jove va abdicar al cap de poques setmanes i es va retirar a la vida privada. Els partidaris dels omeies van proclamar llavors califa al seu germà Khàlid I, sota regència de Dohac ibn Qaïs Abd-al-Màlik.

## Califat de Marwan ibn al-Hàkam
El 684 els notables partidaris dels omeies es van reunir a Damasc i van decidir posar fi a la regència i van cridar al califat a Marwan ibn al-Hàkam, d'una altra branca omeia, que tenia el suport d'Ubayd Allah ibn Ziyad, i que havia estat governador de Bàssora. Dohac es va oposar al nomenament i va passar al servei d'Abd-Al·lah ibn az-Zubayr. La branca omeia deposada estava emparentada (per matrimoni) amb la tribu dels Qays Aylan (qaisites) i es va revoltar contra el nou califa, però fou derrotada per Marwan en la batalla de Marj ar-Ràhit que va assegurar el control de Síria i després Egipte fou dominat per Abd al-Aziz ben Marwan, un altre fill de Marwan. Però a Mesopotàmia, Zufar ben Harith va resistir a Karkisiyya amb el suports dels kaysites (fins al 691)
Llavors Marwan va encarregar al seu fill Abd al-Malik la lluita contra Ibn az-Zubayr. Va derrotar llavors a Mussab ibn az-Zubayr, germà del cap rebel, però encara moltes províncies no reconeixien al nou califa. El 685 Marwan fou assassinat i els seus partidaris van proclamar al seu fill Abd al-Malik. Ibn az-Zubayr dominava ara Bàssora, abans lleial als omeies, Aràbia, Pèrsia i Khurasan, i era reconegut amb seu a la Meca. Al sud d'Aràbia la secta dels kharigites dirigida per Ibn al-Ashrak havia construït un virtual estat independent; el Khuzestan (Ahwaz) havia quedat en mans dels azràquides (kharigites radicals), i altres tribus controlaven Mossul i les províncies de l'alta Mesopotàmia.
El general Ubayd-Al·lah va atacar Kufa (d'Ibn az-Zubayr) i Bàssora, però no les va poder ocupar (maig del 685). A Kufa es va revoltar el cap xiïta Al-Mukhtar ibn Abi-Ubayd ath-Thaqafí, antic servidor del califa Alí ibn Abi-Tàlib, que es va proclamar imam. Ubayd-Al·lah els va atacar i es va lliurar una batalla indecisa (juliol del 686); però el general fou derrotat poc després a una batalla decisiva a la vora del riu Khazir (agost del 686) pel general Ibrahim ibn al-Ashtar, al servei d'Ibn az-Zubayr, i Iraq va quedar en mans d'Ibn az-Zubayr i els seus generals Mussab, Ibrahim ibn al-Ashtar i Muhàl·lab ibn Abi-Sufra (comandant de Bàssora); aquest darrer va derrotar Mukhtar de Kufa a Harura l'abril del 687 i va recuperar la ciutat.
El 688 els romans d'Orient, que havien estat fent corregudes a les fronteres aprofitant la guerra civil, van ocupar Antioquia i donaren suport als mardaïtes a l'interior de Síria. Per tenir les mans lliures per aquest costat el califa va signar un tractat amb l'Imperi Romà d'Orient (689), per deu anys, pel qual els mardaïtes serien evacuats a territori grec pels romans d'Orient.
El califa va sortir el 689 de Damasc per marxar contra Mussab ibn az-Zubayr però va haver de tornar per fer front a una revolta a la capital del seu parent Amr ben Said al-Ashdak, que a la tornada del califa va haver de capitular, a canvi de salvar la vida, promesa que el califa no va respectar. El 690 va combatre a Mussab ibn az-Zubayr a Mesopotàmia sense resultat.
El 691 va fer campanya contra Zufar ben Harith a Karkisiyya, i el va derrotar podent recuperar l'alta Mesopotàmia; els qaysites es van passar al seu bàndol i així va poder atacar Iraq. Els generals Musab i Ibn al-Ashtar foren derrotats i morts en la batalla de Dayr al-Jathalik, prop de Maskin l'octubre/novembre del 691. El general Muhàl·lab ibn Abi-Sufra, comandant de Bàssora, estava ocupat amb els kharigites i les tribus van començar a donar suport a Abd al-Malik. A la seva entrada a Kufa el califa va rebre l'homenatge de les tribus i notables d'Iraq.
Ibn az-Zubayr estava al seu reducte la Meca, i contra ell fou enviada una força de sirians formada per dos mil homes dirigits pel general Al-Hajjaj. La ciutat fou assetjada (25 de març del 692) i uns mesos després Ibn az-Zubayr va morir en un combat i la ciutat es va rendir (4 d'octubre o 3 de novembre segons les fonts). Al-Hajjaj fou nomenat governador d'Hidjaz. En aquest any l'emperador romà d'Orient va refusar acceptar la nova moneda d'or forjada pel califa, i va esclatar la guerra; en els mesos següents es van produir combats a la frontera¡, on les forces califals foren dirigides per Muhammad ibn Marwan, germà del califa, però van tenir pocs resultats.
El 693 es van produir atacs dels musulmans a les guarnicions romanes d'Orient a l'Àfrica. El mateix 693 el califa va iniciar la lluita contra els kharigites. Una primera derrota, va anar seguida d'una acció conjunta de les forces de Kufa i Bàssora que van derrotar els kharigites Nadjdiyya de la Yamana a Mushahhar (693) però restaven els kharigites azarika de Pèrsia, més perillosos i fanàtics; els mukatila del general Muhàl·lab ibn Abi-Sufra ja havien demostrat poc interès a combatre aquestos sectaris, i ara, al servei del nou califa, les coses no havien canviat; el 694 el califa va decidir enviar a Al-Hajjaj, al que va nomenar governador de Kufa i va passar a dirigir la campanya encara que Muhàl·lab va conservar el comandament. En tres anys els Azarika foren aniquilats, però mentre va esclatar una altra revolta kharigita entre la tribu rabia de Mesopotàmia, dirigits per Shabib, que van atacar territori de Kufa i van conquerir Madain (695/696); els mukatila de Muhàl·lab, cridats des de Pèrsia, no van poder recuperar el control de Madain ni impedir l'atac a Kufa; Al-Hajjaj va fer venir 4000 sirians que van rebutjar als atacants i van matar Shabib (començaments del 697). Aquestes mateixes tropes foren utilitzades per eliminar els Azarika a Tabaristan.
El 697 el governador d'Egipte, Hasan, va posar als seus mukatila i tots els mitjans a l'abast, per atacar els romans d'Orient a Àfrica. Kairuan, que estava ara en mans romanes d'Orient, fou recuperada i Cartago i Hipozaritos (Bizerta) ocupades; els romans d'Orient només van retenir Hipona i algunes fortaleses aïllades; llavors el patrici Joan, enviat pel govern romà d'Orient, va iniciar una ofensiva i va recuperar Cartago al mateix temps que els amazics estaven revoltats contra el domini àrab dirigits per la famosa reina Kahina, una profetessa de l'Aures. El 698 el governador egipci Hasan va derrotar els amazics i va atacar Cartago per mar, va derrotar la flota romana d'Orient, i va reconquerir i destruir la ciutat. Les darreres fortaleses van caure aviat en mans dels àrabs.
La província del Khurasan havia estat lleial a Ibn az-Zubayr i el 697 el general Muhàl·lab ibn Abi-Sufra hi fou enviat, i va dominar la regió de la que al-Hajjaj de Kufa fou nomenat governador, el qual va delegar en Muhàl·lab, que hi va exercir fins al 701, i en aquestos tres o quatre anys va fer algunes expedicions a l'Àsia central. Al mateix temps Abd al-Rahman ben Muhammad ben al-Ashat, governador del Sistan (Sidjistan) es va revoltar per diferències amb Al-Hajjaj, amb el suport dels ashraf, i va avançar cap Iraq; les forces de Kufa i Bàssora no van poder resistir als rebels (700) i la situació fou critica durant un temps però el juliol del 701 van arribar forces de Síria liderades per Abd Allah i Muhammad, els fills del califa, que van derrotar els rebels en la batalla de Dayr al-Djamadjim i per segona vegada en la batalla de Maskin a la vora del Dudjayl (octubre del 701) i els que van restar foren perseguits cap al Sistan i Khurasan on van ser dispersats per Yazid ibn Muhàl·lab el 702.
El 702 Al-Hajjaj va construir una nova ciutat militar a Wasit. Era la primera vegada que una força siriana s'establia a l'Iraq, com a virtuals ocupants, i en endavant els mukatila de Bàssora i de Kufa ja no foren cridats per fer la guerra fora de les seves ciutats. Durant 12 anys més, Al-Hajjaj va conservar el govern amb fortalesa i va posar els fonaments de la prosperitat econòmica del territori, però les tribus estaven malcontentes.
Als darrers anys el regne es va consolidar i fou pròsper i en general pacífic. Per evitar un conflicte successori Marwan havia designat hereu d'Abd al-Malik al seu germà Abd al-Aziz ben Marwan, però el califa volia modificar l'ordre i fer hereus als seus propis fills Walid i Sulayman. L'oportuna mort d'Abd al-Aziz ben Marwan a Egipte (maig del 705), on era governador, va evitar el conflicte. Cinc mesos després va morir Abd al-Malik (octubre del 705) i el va succeir el seu fill Walid I.
El califa va introduir l'àrab com a llengua oficial i administrativa (en lloc del grec i persa) i va establir una moneda d'or amb inscripcions alcoràniques, destinada a suplir el denarius romà d'Orient. També va modificar el text alcorànic d'Uthman ibn Affan, afegint-hi vocals, cosa que va molestar als conservadors de Kufa que eren partidaris de la lectura d'Ibn Massud. El califa va construir a Jerusalem la Kubbat al-Sakhra.